# Logan (Kansas)
Logan – miasto w Stanach Zjednoczonych, w stanie Kansas, w hrabstwie Phillips.